# Santa Maria Maggiore (Spello)
Die Kirche Santa Maria Maggiore (auch als Collegiata bekannt) befindet sich in Spello in der Provinz Perugia.

## Geschichte
Die Kirche entstand auf den Überresten eines früheren heidnischen Tempels, der den Göttern Juno und Vesta gewidmet war. Später wurde sie der Geburt Christi und dann der Madonna gewidmet und der Abtei San Silvestro di Collepino übergeben, die von einer Kamaldulenser-Gemeinschaft geleitet wurde. Im Jahre 1159 ging die Leitung an den Diözesanklerus über und verfügte über ein beträchtliches Immobilienvermögen. In der zweiten Hälfte des 13. Jahrhunderts wurde der Bau abgeschlossen.
Im 15. Jahrhundert erlebte die Kirche eine Zeit großer Autonomie und Wohlstand, in der auch der Hochaltar geweiht wurde (1513), die Mesa wiederhergestellt und die Restaurierung abgeschlossen wurde.

## Architektur
Die Kirche ist in zwei Teile gegliedert: Auf der rechten Seite befindet sich das Hauptgebäude, das heute vom Pfarrer bewohnt wird, und auf der linken Seite der Palast der Chorherren (1522), in dem sich heute die Pinacoteca Civica di Spello befindet. Die Kirche selbst besteht aus einem einzigen Kirchenschiff im Grundriss eines lateinischen Kreuzes.
Innenraum

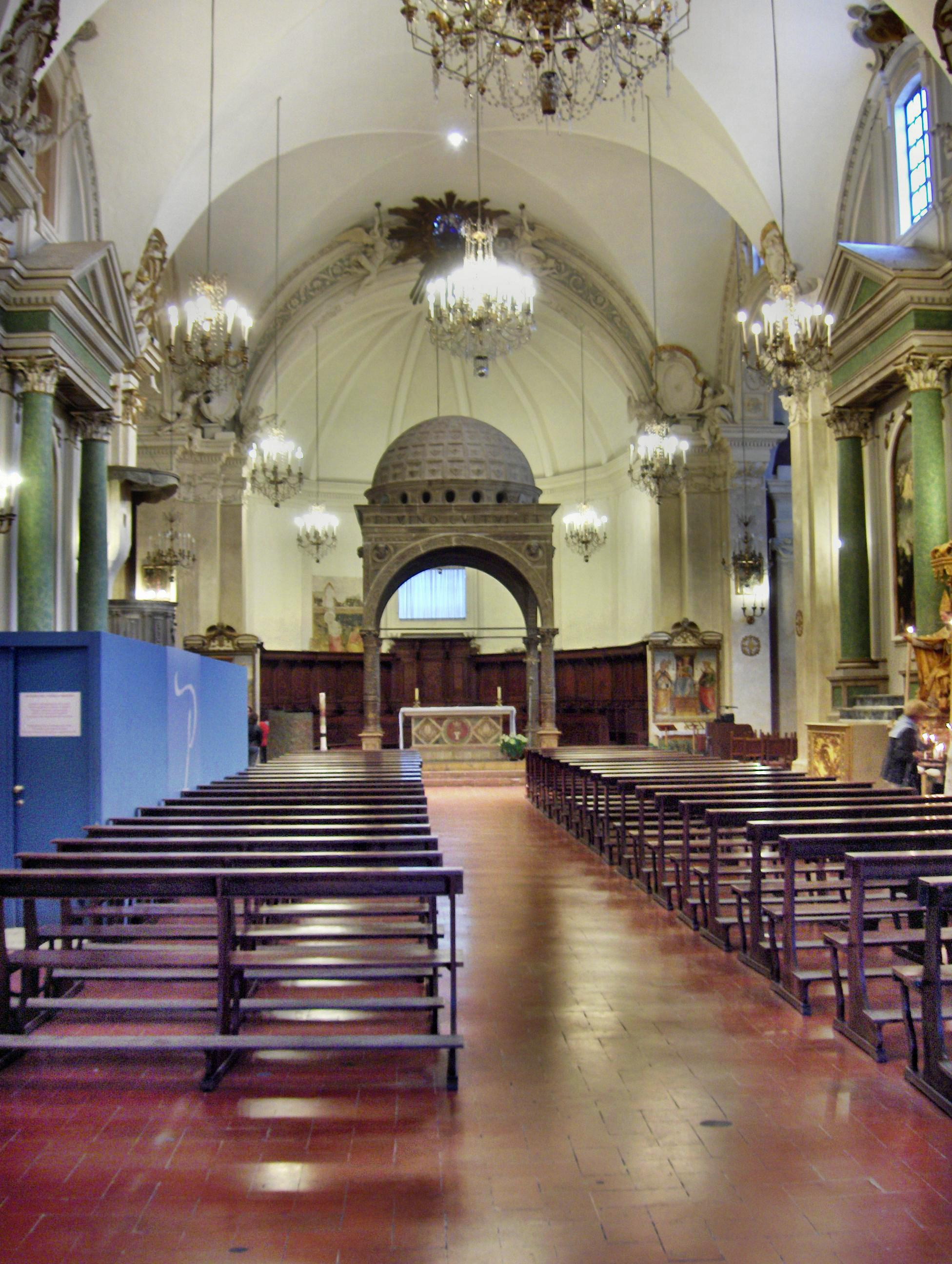
Innenansicht

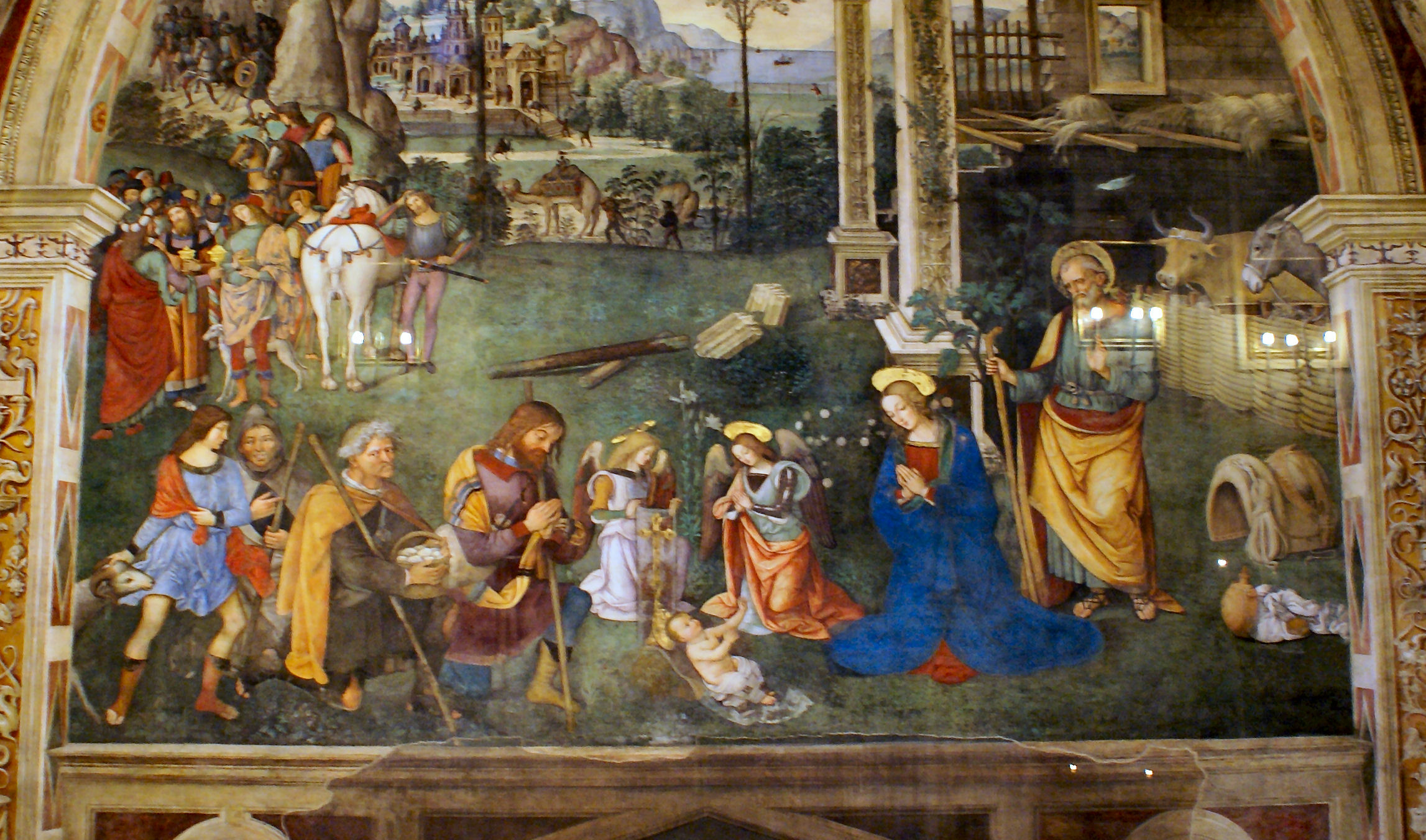
Geburt von Pinturicchio, in der Kirche aufbewahrt

Das Kirchenschiff endet in einer polygonalen Apsis. Die Decke besteht aus einem Kreuzrippengewölbe. Sie hat auch einen schönen Majolika-Boden aus Deruta (zweite Hälfte des 16. Jahrhunderts). Die ursprüngliche Fassade aus dem 13. Jahrhundert wurde um die Mitte des 17. Jahrhunderts komplett umgebaut. Das Innere hat viele barocke Elemente, darunter einen Altar.
Die Kirche war mit zahlreichen Kapellen ausgestattet, die heute meist geschlossen und zugemauert sind. Sichtbar sind: Die Baglioni-Kapelle, mit Fresken von Pinturicchio, die Sakraments-Kapelle (mit einem Gemälde von Pinturicchio) und zwei andere an den Enden des Querschiffs.